# Mataparent clivellat de ribera

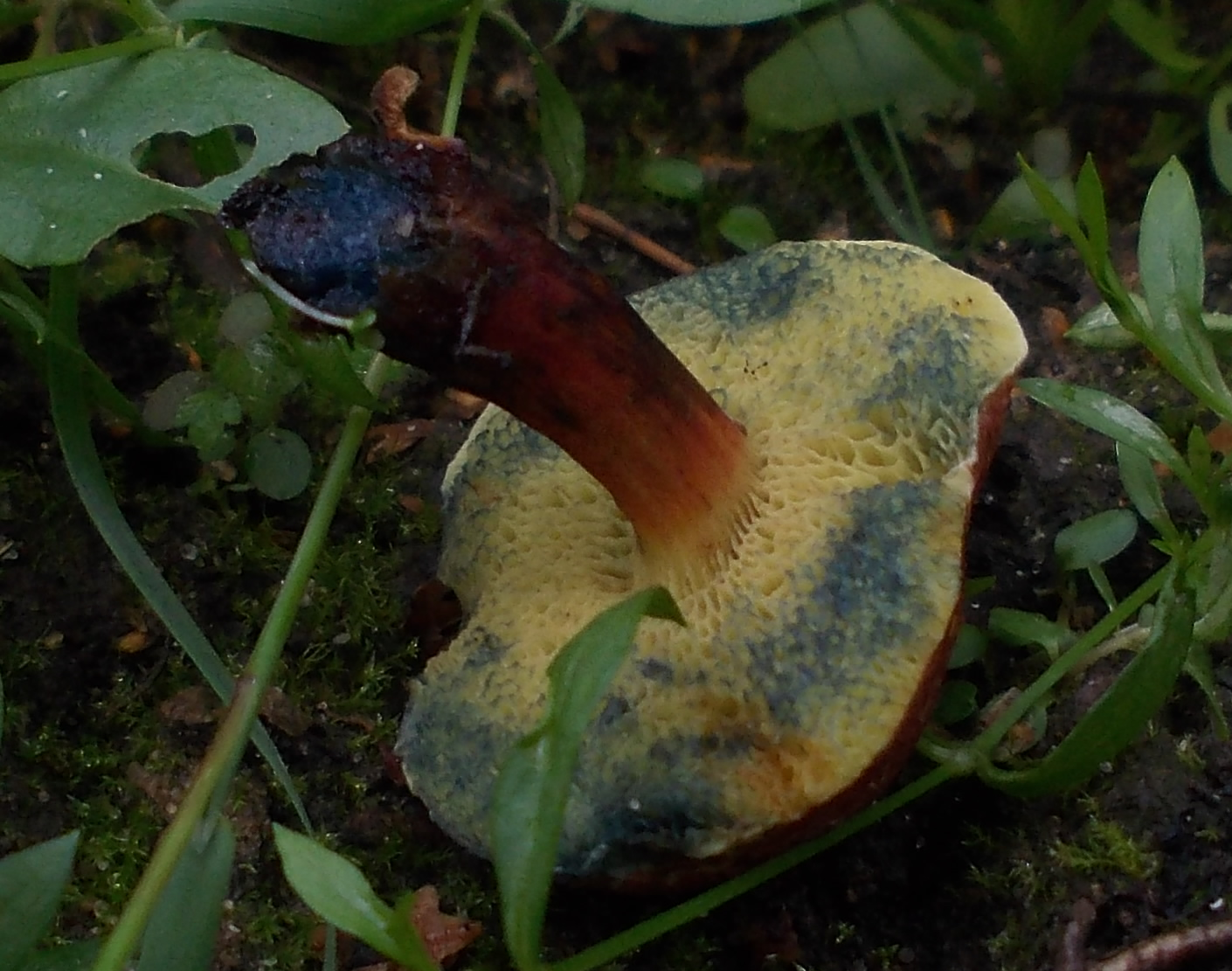
Detall del revers del mataparent clivellat de ribera (Xerocomellus ripariellus) mostrant el canvi de color dels porus, de la cama i de la carn del peu

El mataparent clivellat de ribera (Xerocomellus ripariellus) és una espècie de mataparent del grup dels mataparents xerocomoides; que creix vora rierols i ambients de ribera 

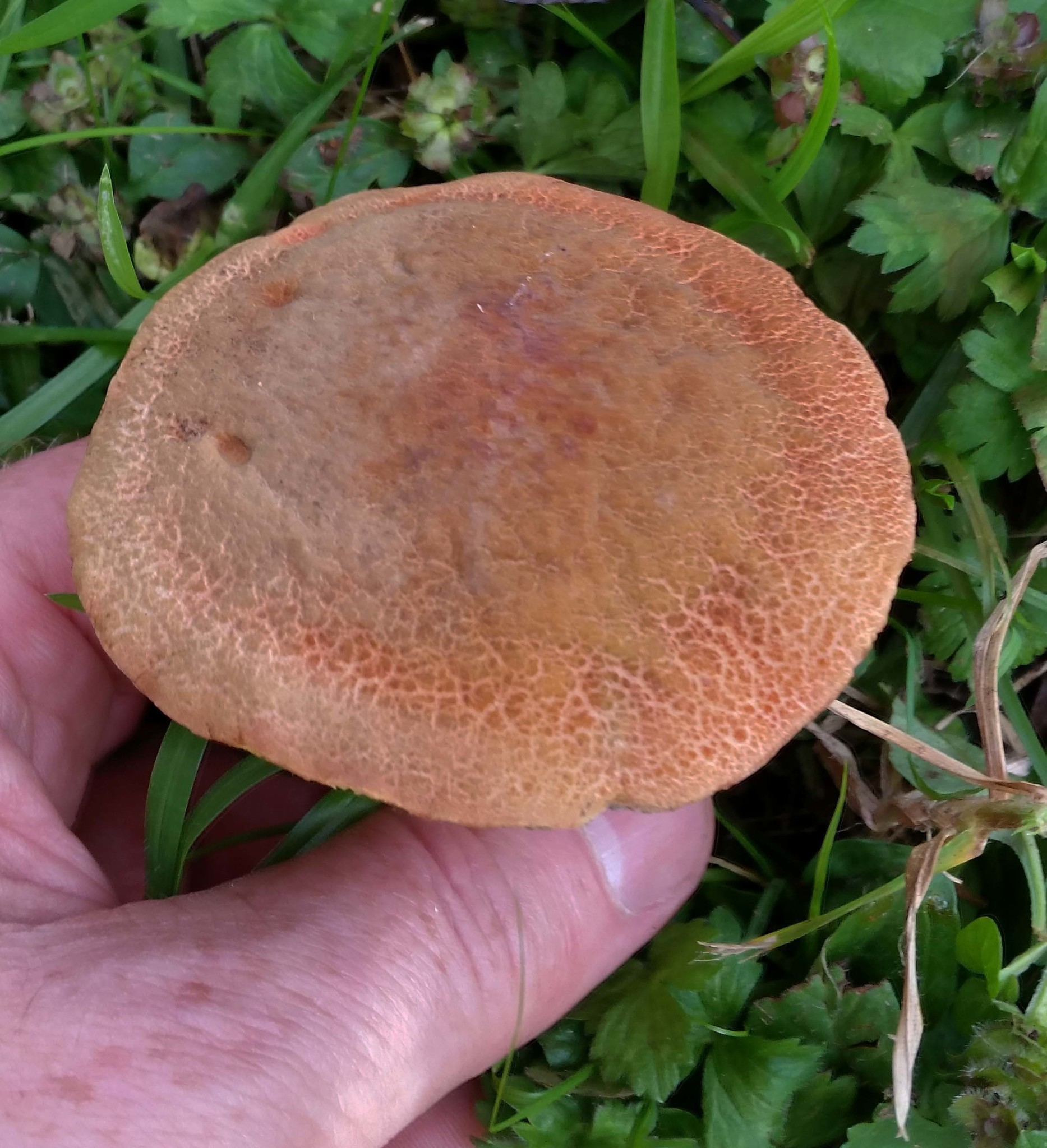
Detall de la superfície del barret del mataparent clivellat de ribera (Xerocomellus ripariellus)

## Morfologia
Bolet menut; de solitari a espars; d’aspecte extraordinàriament variable; amb barret de fins a 6 cm de diàmetre; barret de jove hemisfèric, més tard convex i finalment estés; de vermell a carmí, vermell fosc o bru vermellós, sovint decolorant a albercoc o ocraci amb tons vermells; superfície seca; lleugerament vellutada en el jove, llisa en l’adult; ben aviat amplament clivellada, mostrant la carn groc pàl·lida subjacent.
Tubs de groc pàl·lid a groc amb tints olivacis; blavegen al tall i al frec; porus del mateix color, amples; blavegen al frec i pressió.
Cama cilíndrica amb el peu més inflat;de groc pàl·lid a groc viu, en la part basal sovint coberta per grànuls i/o fibres vermelloses; blaveja al frec.

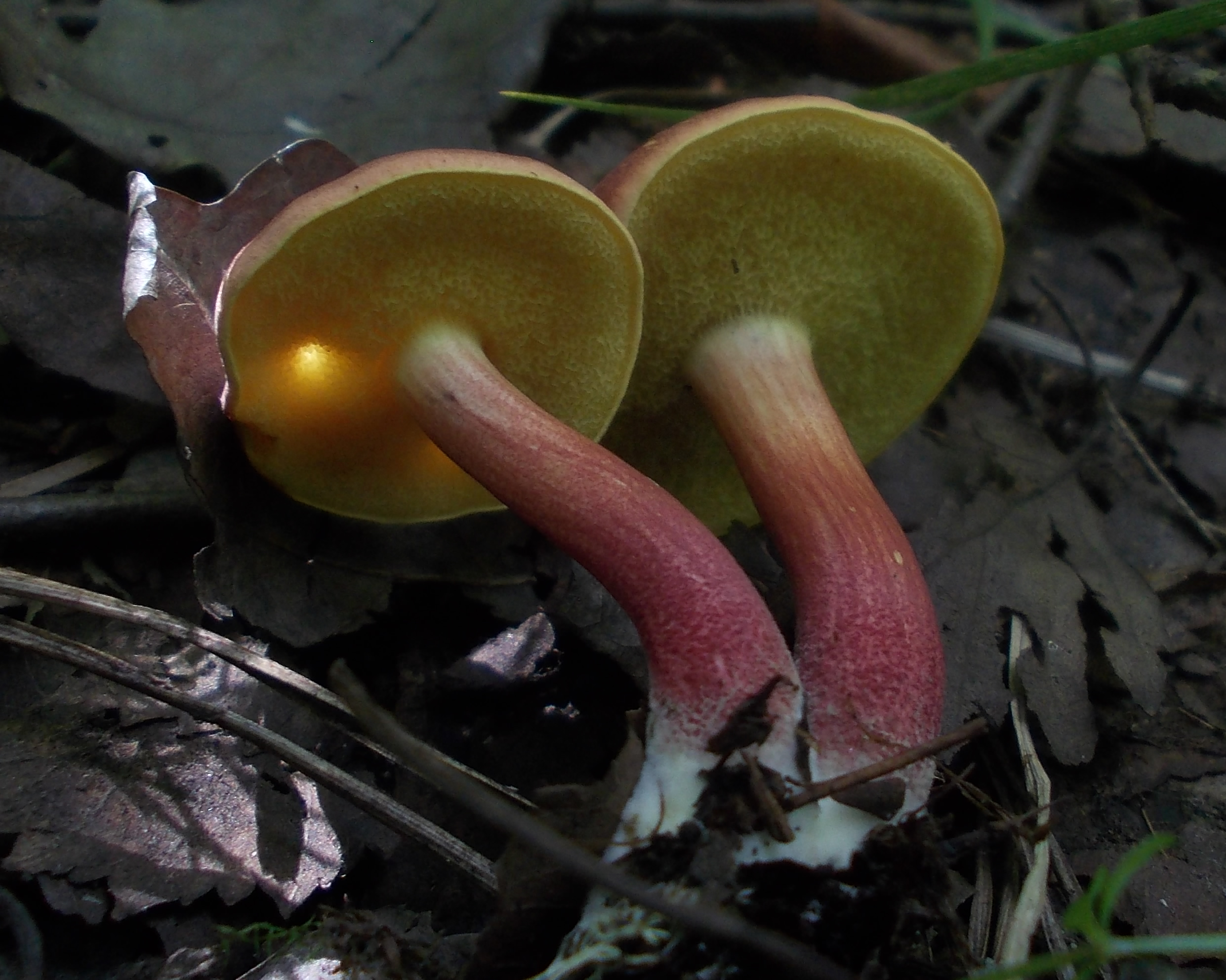
Revers del mataparent clivellat de ribera (Xerocomellus ripariellus) mostrant l'ornamentació de la superfície de la cama i el peu

Carn groc pàl·lid al barret, de groc pàl·lid a groga a la cama, sovint vermella o vinàcia al peu; blaveja al tall; olor i tast no distinctiu

## Hàbitat
Rar; des de finals d’estiu a tardor; sembla preferir terrenys silicis, rics en matèria orgànica, també en sòls argil·losos; des de la muntanya mitjana a la terra baixa i la muntanya mediterrània; sempre en boscos de ribera i boscos humits; vora verns, salzes o pollancres, acompanyats d’alzina, castanyer, roures, faig o freixe.

## Comentaris
Similar al mataparent vermellós (Hortiboletus rubellus) el qual es diferencia macroscòpicament si seccionem la cama i observem les puntuacions vermelles o ataronjades de la carn en el peu.
Són molt semblants altres mataparents clivellats que es diferencien molt bé amb l'ajut de microscopi. El mataparent clivellat de ribera el reconeixerem per l'hàbitat,, la mida petita, l'aspecte feble, la cutícula clivellada i la superfície vermella del peu

## Comestibilitat
Sense dades de comestibilitat